# Ligue de Xilin Gol
Cette page contient des caractères spéciaux ou non latins. S’ils s’affichent mal (▯, ?, etc.), consultez la page d’aide Unicode.
La ligue de Xilin Gol (chinois : 锡林郭勒盟 ; pinyin : xīlínguōlè méng, mongol : ᠰᠢᠯᠢ ᠶᠢᠨ
ᠭᠣᠤᠯ
ᠠᠶᠢᠮᠠᠭ, translittération VPMC : sili-yin γoul ayimaγ ; mongol cyrillique : Шилийн Гол аймаг, tanslittération MNS : shiliin gol aimag ) est une ligue (subdivision administrative de niveau préfecture) de la région autonome de Mongolie-Intérieure en République populaire de Chine. Sa capitale est Xilinhot.

## Subdivisions administratives

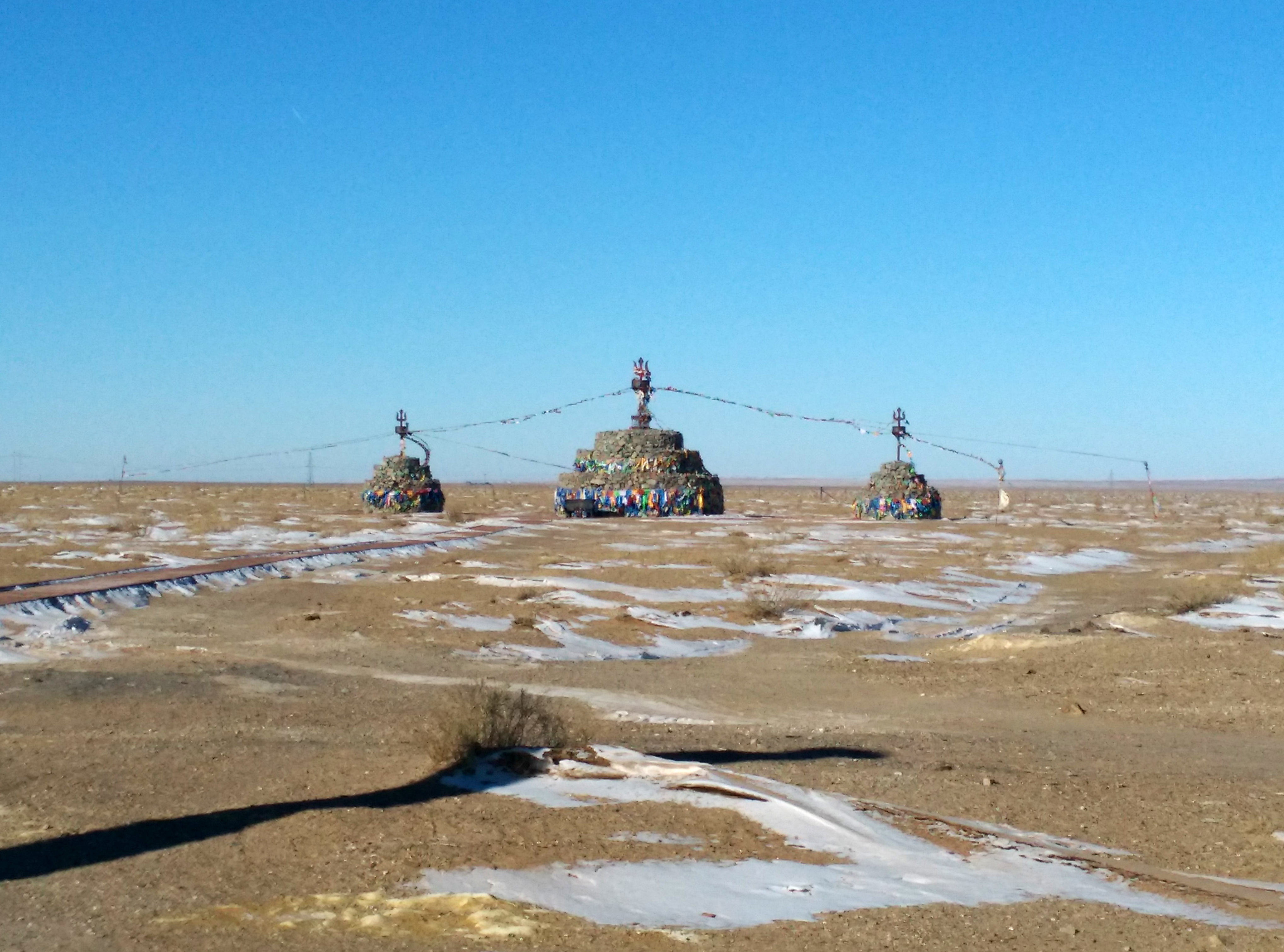
La steppe près d'Erenhot

La ligue de Xilin Gol exerce sa juridiction sur douze subdivisions -  deux villes-districts, un xian et neuf bannières :
- la ville de Xilinhot - 锡林浩特市 Xīlínhàotè Shì ;
- la ville d'Erenhot - 二连浩特市 Èrliánhàotè Shì ;
- le xian de Duolun - 多伦县 Duōlún Xiàn ;
- la bannière d'Abag - 阿巴嘎旗 Ābāgā Qí ;
- la bannière gauche de Sonid - 苏尼特左旗 Sūnítè Zuǒ Qí ;
- la bannière droite de Sonid - 苏尼特右旗 Sūnítè Yòu Qí ;
- la bannière orientale d'Ujimqin - 东乌珠穆沁旗 Dōngwūzhūmùqìn Qí ;
- la bannière occidentale d'Ujimqin - 西乌珠穆沁旗 Xīwūzhūmùqìn Qí ;
- la bannière de Taibus - 太仆寺旗 Tàipúsì Qí ;
- la bannière de Xianghuang - 镶黄旗 Xiānghuáng Qí ;
- la bannière de Zhengxiangbai - 正镶白旗 Zhèngxiāngbái Qí ;
- la bannière de Zhenglan - 正蓝旗 Zhènglán Qí.